# Jacob Pinkerfield
Jacob Pinkerfield, hebr. ‏יעקב פינקרפלד‎ (ur. 1897 w Przemyślu, zm. 23 września 1956 w Ramat Rachel w Izraelu) – izraelski archeolog i architekt polskiego pochodzenia.

## Życiorys
Pinkerfield urodził się w 1897 w Przemyślu w żydowskiej spolonizowanej rodzinie, ale już w młodości urzekły go idee syjonistyczne. W 1914 ukończył szkołę średnią we Lwowie. Jego ojciec był architektem, a Jakob po ukończeniu szkoły średniej rozpoczął studia w zakresie architektury w Technische Hochschule w Wiedniu. Gdy został wcielony do armii austro-węgierskiej zdecydował się na wyjazd do Palestyny. W tym celu dołączył do pionierów syjonistycznej organizacji Ha-Szomer Ha-Cair, i z pierwszą falą imigracji dotarł w 1920 do Erec Jisrael. Marzył, by zostać rolnikiem, ale przebyte zapalenie płuc i malaria zmusiły go do wyjazdu na leczenie do Europy. W Wiedniu reaktywował studia w Technische Hochschule i w 1925 uzyskał dyplom inżyniera-architekta. W Palestynie, a później w Izraelu pracował jako projektant, ale specjalizował się w badaniu reliktów żydowskiej architektury. Badał synagogi i cmentarze. Był pracownikiem izraelskiego Departamentu Starożytności (Department of Antiquities).
W latach 50. XX wieku prowadził wykopaliska na górze Syjon, w miejscu istnienia domniemanego grobowca króla Dawida, oraz chrześcijańskiego Wieczernika. Zidentyfikował w tym miejscu ślady zabudowy po starożytnym domu modlitw wspólnoty judeochrześcijańskiej. Prac nie dokończył, bowiem zginął w 1956 w zamachu zbrojnym na konferencji archeologicznej w Ramat Rachel w Izraelu. Jego prace kontynuował archeolog niemieckiego pochodzenia Bargil Pixner OSB.